# 라샤 베카우리
라샤 기오르기스 제 베카우리(조지아어: ლაშა გიორგის ძე ბექაური, 2000년 7월 26일~)는 조지아의 유도 선수이다. 2020년과 2024년 하계 올림픽 남자 90kg 종목에서 금메달을 획득하여 올림픽 2연패를 달성했다. 또한 세계 선수권 대회에서 은메달 1개, 동메달 2개를 획득했다.